# アイシー〜瞬間記憶捜査・柊班〜
『アイシー〜瞬間記憶捜査・柊班〜』（アイシー しゅんかんきおくそうさ ひいらぎはん）は、2025年1月21日から3月25日までフジテレビ系「火曜9時」枠で放送されたテレビドラマ。主演は波瑠。

## キャスト

### 主要人物
柊氷月（ひいらぎ ひづき）
演 - 波瑠（幼少期：今濱夕輝乃）
警視庁捜査一課第3強行犯第1係「柊班」主任。瞬間記憶能力・「カメラアイ」を持っており、一度見た物は忘れない。警視庁では「氷の女王さま」と呼ばれている。妹の陽菜と2人暮らし。

### 警視庁

#### 柊班
土屋健次郎（つちや けんじろう）
演 - 山本耕史
巡査部長。柊班のまとめ役を担う。
穂村正吾（ほむら しょうご）
演 - 森本慎太郎（SixTONES）（少年期：中川慶二）
裏表のない熱血刑事。
木皿啓介（きさら けいすけ）
演 - 倉悠貴
刑事部捜査支援分析センター（SSBC）で活躍した経歴を持つサイバー刑事。
瑞江律（みずえ りつ）
演 - 柏木悠
キャリアで現場を経験するため柊班に加入した。警察庁長官を父に持つ。

#### 捜査一課
安田大丸（やすだ だいまる）
演 - 石黒賢
捜査一課課長で、氷月の上司。
勝村英治（かつむら えいじ）
演 - 新納慎也
警視庁捜査一課第3強行犯第1係「勝村班」 主任。土屋と同期。
戌井毅（いぬい つよし）
演 - 植木祥平
勝村班の刑事。勝村の側を離れず付き従っている。
赤松紳一（あかまつ しんいち）
演 - 菅原大吉
警視庁捜査一課第3強行犯第1係 係長。氷月や勝村の上司。

#### その他
小金井大（こがねい だい）
演 - えなりかずき
小金井署刑事課強行犯係 刑事。捜査一課の柊班に憧れ、捜査一課に配属されることを目指している。
貝原松也（かいばら まつや）
演 - 今井朋彦
警視庁警務部監察官室 室長。氷月を警戒している。

### 周辺人物
夏見小夜（なつみ さよ）
演 - 松尾翠
氷月と陽菜の母。
柊陽菜（ひいらぎ ひな）
演 - 加藤菜津（幼少期：堂口環那）
氷月の妹でヨガインストラクター。

### ゲスト

#### 第1話
江藤達夫〈35〉
演 - 黒羽麻璃央
エトウサービス工務店 経営。1人暮らし。スーパーで女性物の下着を万引きしたとして捕まり、窃盗の前科がある。本人は女装趣味があると供述する。
相川遥〈23〉
演 - 山口まゆ
フリーター。失踪した浅倉さつきの友人で、当時SNSで目撃情報を募っていた。まともにさつきを探してくれない警察に対して不信感を持っている。
浅倉さつき
演 - 森ふた葉
7年前、本原公園付近で路上ライブをしていて失踪した女子高生。失踪当時16歳。
小山田満〈53〉
演 - 水澤紳吾
梶川町のスーパー店長。北町の空き家で刺殺体で発見される。横柄な態度で、近隣住民と揉め事が絶えなかった。
客
演 - 江崎真、仙波恵理
被害者の勤めていたスーパーの客。
店員
演 - 佐藤太助、柿弘美
被害者の勤めていたスーパーの店員。
医師
演 - 本多摂

浅倉祥子
演 - 藤本貴子
両親を亡くした浅倉さつきを引き取って育てていた叔母。
小山田満の娘
演 - 小川向日葵

- 豊田薫、高橋光[13]、森田幸男、川井桃子、清水友依子、鳥海彩夏

#### 第2話
武田彰〈40〉
演 - 竹財輝之助（第3話）
元ホスト。亡くなる前の安達景子と一緒にいた男性。実はSNSアプリ「VOXA」で自殺志願者を募って集団自殺しようとしていた。母親の介護疲れで自殺しようとしていたと供述する。
菊池麗華〈36〉
演 - 佐藤みゆき（第3話）
鈴森病院 看護師。亡くなる前の安達景子と一緒にいた女性。実は結婚を考えていた相手に別の交際相手がいることがわかり、自殺を考えていた。
小林梓〈21〉
演 - 森日菜美（第3話）
藤心女子大学 学生。飛び降りて亡くなった人物を知っていると警察に通報してきた女性。安達景子は仕事のことで悩んでいた、と供述する。
安達景子〈55〉
演 - 嶋村友美（第3話）
飛び降りて死んでいた女性。アパレルメーカー「ユニバース・フィヨラ」社員だが、死亡直前に退職していた。
押田大樹
演 - 五島龍之介（第3話）
武田に金を貸していた「むげん金融」融資管理課 従業員。武田の自宅マンションに借金の回収に来る。
タクシー運転手
演 - 田代聖治

#### 第3話
佐伯克哉〈39〉
演 - 町田大和
武田に暴行していた男。
阿部智明〈35〉
演 - 佐藤義夫（第5話・第8話）
路上で瑞江に話しかけ、突然襲い掛かる男性。瑞江と木皿の名前を知っており、本人だと確認してから殴りかかっている。
医師
演 - 岩本淳
暴漢に襲われた瑞江と木皿が搬送された病院の医師。
女子大生
演 - 松田実桜
武田と同じマンションに住む大学生。勝村らに武田のことを聞かれる。

#### 第4話
池上修一
演 - 徳重聡
特殊犯捜査係 主任。奥貫純生の誘拐事件を担当する。
奥貫梨々花〈38〉
演 - 小林涼子（第5話）
純生の妻。元モデル。西村の遺体発見現場の野次馬の中にいたのを氷月に見られている。
奥貫純生〈40〉
演 - 小久保寿人（第5話）
高利回りで業界でも注目されている新興ヘッジファンド「ノア」を立ち上げた投資家。3日前に失踪し、誘拐犯からの脅迫状が届く。
熊野浩一郎
演 - 盛隆二（第5話）
穂村正吾と共に誘拐事件の捜査をする刑事。
西村圭一郎〈37〉
演 - 三福エンターテイメント（第5話）
「ノア」の経理を担当していた会計士。首を絞められ殺されていた。生前、マンションの購入資金を使い込んで妻の家族・親戚に金を無心しており、職場の人間には「ノア」への投資を勧めていた。実は純生と共に「ノア」を立ち上げた共同経営者。
宮坂幸太郎〈52〉
演 - 松井工（第5話）
奥貫純生が怪我の治療を受けた「宮坂外科病院」の院長。奥貫には投資のことで相談にのってもらっており、特別に警察には通報せず怪我の治療を2度した、と穂村らに語る。
従業員
演 - 近藤雄介
「ノア」社員。奥貫純生が、上場したばかりの暗号資産に客の出資金20億を注ぎ込み大損したことを、穂村正吾らに語る。
管理人
演 - 仲義代
西村圭一郎が先月から住んでいたマンションの管理人。
事務員
演 - 長谷川夏海
「宮坂外科病院」事務員。奥貫純生がケガの治療を受けに来たことを穂村らに話す。
穂村聖（ほむら ひじり）
演 - 美冴（第7話）
正吾の姉。正吾が学生の時に、彼の目の前で通り魔に刺されて亡くなっている。
通り魔
演 - 坂田翔悟（第7話）
穂村聖を刺殺した通り魔。
鑑識官
演 - 矢田政伸
殺人事件現場の森元公園で作業にあたる。

#### 第5話
岡田一郎
演 - 本間剛
ニュースを見て通報してきた男性。1週間前に介護中の母が怪我をし「宮坂外科病院」に連れて行った際、駐車場で奥貫純生とトラブルになったことを氷月らに語る。
稲城
演 - 樋口浩二
奥貫純生に無償で車を貸した輸入車販売店「Blezza」経営者。店が潰れかけていた時に純生のアドバイスで投資で儲けており、彼に対して恩義を感じている。
純生の叔母
演 - 掛川初恵
純生の実家に氷月らを案内する。
刑事
演 - 石井建太郎
小金井の相棒刑事。

#### 第6話
平間葉子〈25〉
演 - 吉田伶香
幸恵と同居していた次女。父が亡くなってから幸恵と2人暮らししている。幸恵の死亡後、行方をくらましており、バイトしていた居酒屋も事件当日に辞めている。
海老塚堅斗
演 - 宮崎秋人
葉子の交際相手。葉子との交際を幸恵から反対されていた。
吾川顕
演 - 近藤隼
警視庁警務部監察官室の監察官。
矢崎剛
演 - 松本幸大（第8話）
捜査一課刑事で勝村の部下。土屋が捜査一課から閑職に左遷された原因の一端となった人物。
山岸純子〈31〉
演 - 荒井玲良
幸恵の長女。幸恵の遺体の第二発見者。毎月幸恵を訪ねているが、葉子とは殆ど顔を合わせることがない、と話す。
平間幸恵〈60〉
演 - 滝沢涼子
葉子と純子の母。後頭部を灰皿で殴られ自宅で死亡しているのを、訪ねて来た純子と七海に発見される。夫は5年前に病気で亡くなっている。
店主
演 - コッセこういち
海老塚堅斗が働いているバーの店主。彼は少年院上がりだが真面目に働いていた、と語る。
山岸七海
演 - 伊藤かれん
幸恵の孫。幸恵の家を訪ねた時に死亡している幸恵を発見した。
刑事
演 - 蒼田太志朗（役名：島本優希、第9話・最終話）、島洋平（第9話・最終話）
警視庁捜査一課勝村班 刑事。

#### 第7話
花形龍二
演 - 波岡一喜（第8話）
紗奈の父。紗奈が亡くなってから所在不明。妻子から金を巻き上げては暴力をふるっていた。
進藤大地〈25〉
演 - 濱田龍臣（第8話）
自称・紗奈の交際相手。市役所職員。
花形紗奈〈22〉
演 - 大出菜々子（第8話）
森の中で遺体で発見された女性。死因はパラコートによる中毒死。メイドカフェ「KURONECO」キャスト。1千万円の貯金があった。実は「黒うさぎ」という名でライブ配信して投げ銭で稼いでいるライバー。
花形詩織
演 - 吉沢梨絵（第8話）
紗奈の母、龍二の妻。夫の暴力から娘だけでも助けようと、紗奈を実家から追い出して1人暮らしさせていた。
男性
演 - 石垣恵三郎
花形紗奈の遺体の第一発見者。
男性
演 - 松林慶知
花形龍二の知人。
キャスト
演 - 山本かりん（第8話）、前田鮎花（第8話）
紗奈が働いていたメイドカフェ「KURONECO」のキャスト。
管理人
演 - 眞田惠津子（第8話）
紗奈が住んでいるアパートの管理人。

#### 第8話
リスナー
演 - ガク（真空ジェシカ）
「黒うさぎ」の「囲い厨」について穂村に尋ねられるリスナー。
リスナー
演 - てっぺい右利き
「黒うさぎ」のリスナー。彼女が一部のリスナーとオフ会をしていたことに対して辛辣なコメントを残しており、氷月らに事情聴取される。
金融業者
演 - 堀籠ゴメス、敬太
花形龍二に金を貸している「東亜金融」の男たち。
警察官
演 - 碧木健人
揉み合う土屋と花形龍二に声をかける警官。

#### 第9話
仙川千晶
演 - 近藤華（最終話）
岩田春樹の娘。当初は春樹が殺された事件について何も知らないと言っていたが、後日、春樹を撃ったのは夏見だと証言する。
仙川康介
演 - 木下暖日（最終話）
岩田春樹の息子。千晶の兄。春樹には金の無心をされ苦しめられていたので、犯人を目撃したことは黙っておくよう千晶に口止めしていた、と語る。
岩田春樹〈43〉
演 - 木原勝利（最終話）
奪われた田所の拳銃で殺害された男性。殺人の前科がある。
若林
演 - 斉藤悠（最終話）
警視庁捜査一課 刑事。当初、仙川千晶に事情聴取した際は何も知らないと言っていた、と語る。
管理官
演 - 井上康（第1話）
警視庁捜査一課 管理官。
田所保〈53〉
演 - 橋本拓也（最終話）
小金井警察署桜堤一丁目交番 警察官。巡査部長。交番で勤務中、何者かに刺され拳銃を奪われる。
仙川澄乃
演 - 福田ユミ（最終話）
岩田春樹の元妻。千晶と康介の母。春樹が人を殺した事が原因で離婚し、子どもたちと暮らしている。
住職
演 - 原田文明
柊家の菩提寺の住職。氷月に尋ねられ、夏見を見かけたと話す。
矢野
演 - 矢野潤
刑事総務課庶務係。土屋の同僚。
夏見喜次〈63〉
演 - 杉本哲太（最終話）
氷月の父。元銀行員。20年前、借金に追われ、妻・小夜に離婚を切り出され、彼女を殺害したとして北関東刑務所に服役していたが、つい最近出所した。

#### 最終話
人見廉
演 - 松田元太（特別出演）
横断歩道で氷月とすれ違う男性。2025年4月期のフジテレビ火曜9時枠「人事の人見」主演の人見廉のカメオ出演。
男性
演 - 昼間よしき
氷月が信号待ちしている時に瑞江と間違える隣に立っている男性。

## スタッフ
- 脚本 - 高橋悠也[1]
- 音楽 - 瀬川英史
- 主題歌 - ずっと真夜中でいいのに。「シェードの埃は延長」（ユニバーサルミュージック）[60]
- 演出 - 佐藤祐市、城宝秀則[1]
- 編成企画 - 日高峻[1]
- プロデュース - 芳川茜[1]
- 制作 - フジテレビ[1]
- 制作著作 - 共同テレビ[1]

## 放送日程
| 各話                                           | 放送日  | サブタイトル                             | 演出     | 視聴率 |
| ---------------------------------------------- | ------- | ---------------------------------------- | -------- | ------ |
| 第1話                                          | 1月21日 | 「忘れない女」瞬間記憶能力で難事件に挑む | 佐藤祐市 |        |
| 第2話                                          | 1月28日 | 「オフライン・スーサイド」謎の連続身投げ | 佐藤祐市 |        |
| 第3話                                          | 2月04日 | 「オフライン・マーダー」衝撃のラスト2分  | 佐藤祐市 |        |
| 第4話                                          | 2月11日 | 「途絶えた福音」謎の遺体と誘拐事件       | 城宝秀則 |        |
| 第5話                                          | 2月18日 | 「裏切りの代償」癒えない心の傷           | 城宝秀則 |        |
| 第6話                                          | 2月25日 | 「魔女裁判」氷月VS監察…柊班解散の危機    | 佐藤祐市 |        |
| 第7話                                          | 3月04日 | 「壊れたマリオネット」狂い始めた歯車     | 城宝秀則 |        |
| 第8話                                          | 3月11日 | 「忘れない男」哀しい真実とそれぞれの決断 | 城宝秀則 |        |
| 第9話                                          | 3月18日 | 「凶弾」容疑者は父…柊班、最後の事件      | 佐藤祐市 |        |
| 最終話                                         | 3月25日 | 「記憶」最終回…忘れたくない記憶          | 佐藤祐市 |        |
| （視聴率はビデオリサーチ調べ、関東地区・世帯） |         |                                          |          |        |

- 初回は21時 - 22時9分の15分拡大放送[1]。

## スピンオフドラマ
『アイシー〜妄想記憶捜査・小金井大〜』のタイトルで、動画配信サービス「FOD」にて、3月25日の最終話放送終了後から配信された。主演はえなりかずき。
小金井大が捜査一課第3強行犯捜査第1係への異動が決まり、柊班への配属が決まるまでの一週間を描いた成長物語。

### キャスト（スピンオフドラマ）
- 小金井大 - えなりかずき
- 木皿啓介 - 倉悠貴
- 児玉英里子 - 秋元才加
- 勝村英治 - 新納慎也
- 戌井毅 - 植木祥平
- 柊氷月 - 波瑠